# Naoshi Nakamura
Naoshi Nakamura (jap. 中村 直志, Nakamura Naoshi; * 27. Januar 1979 in Funabashi, Präfektur Chiba) ist ein ehemaliger japanischer Fußballspieler.

## Karriere

### Verein
erlernte das Fußballspielen in der Schulmannschaft der Funabashi Municipal High School sowie in der Universitätsmannschaft der Nihon-Universität. Seinen ersten und einzigen Vertrag unterschrieb er am 1. Februar 2001 bei Nagoya Grampus. Der Verein spielte in der ersten japanischen Liga. 2010 feierte er mit dem Verein die japanische Meisterschaft. 2011 gewann er mit dem Verein den japanischen Supercup. Das Spiel gegen den Kaiserpokal-Sieger 2010 Kashima Antlers gewann man im Elfmeterschießen. Im gleichen Jahr wurde er mit Nagoya Vizemeister. Nach 342 Erstligaspielen beendet er am 1. Februar 2015 seine Karriere als Fußballspieler.

### Nationalmannschaft
Naoshi Nakamura debütierte 2006 für die japanische Fußballnationalmannschaft. Es blieb jedoch bisher sein einziges Spiel für die japanische Auswahl.

## Erfolge
Nagoya Grampus
- Japanischer Meister: 2010
- Japanischer Supercup: 2011